# Stanisław Polanowski
Stanisław Polanowski (9. října 1826 Moszków – 16. ledna 1898 Lvov) byl rakouský politik polské národnosti z Haliče, v 2. polovině 19. století poslanec Říšské rady.

## Biografie
Narodil se v Moszkówě (dnes na Ukrajině, poblíž města Sokal). Působil jako statkář v Moszkówě.
V roce 1867 byl zvolen na Haličský zemský sněm za kurii venkovských obcí, obvod Žovkva. Zemský sněm ho 2. března 1867 zvolil i do Říšské rady. Do parlamentu ve Vídni se vrátil znovu po přímých volbách v roce 1873, nyní za velkostatkářskou kurii v Haliči. Slib složil 10. listopadu 1873, rezignace oznámena na schůzi 20. října 1874.